# Амфібол-азбест
Амфібол-азбест (рос. амфибол-асбест; англ. amphibole asbestos; нім. Amphibol-Asbest) — тонковолокнисті мінерали групи амфіболів.

## Загальний опис
Характерна особливість — здатність витримувати високі т-ри. Нерозчинні або важкорозчинні в кислотах. Найбільше значення мають крокідоліт, амозит, антофіліт, режикіт, родусит, актиноліт і тремоліт. А.-а. — гідротермальні мінерали. Застосовують у хімічній, паперовій, харчовій промисловості як жаростійкі, кислото- і лугостійкі матеріали.